# Geaya bimaculata
Geaya bimaculata is een hooiwagen uit de familie Sclerosomatidae.